# Сименсен, Карен
Карен Сименсен (в замужестве Karen Klæboe) (норв. Karen Simensen; 26 августа 1907 года, Осло, Норвегия — 13 июля 1996 года, Осло, Норвегия) — фигуристка из Норвегии, бронзовый призёр чемпионата мира 1927 года, участница Олимпийских игр 1928 года  в женском одиночном катании.
По окончании спортивной карьеры несколько десятков лет работала тренером по фигурному катанию в Осло. В 1950—1957 годах возглавляла комитет фигурного катания в норвежской ассоциация конькобежного спорта.

## Спортивные достижения
| Соревнования/Сезоны     | 1927 | 1928 |
| ----------------------- | ---- | ---- |
| Зимние Олимпийские игры |      | 16   |
| Чемпионаты мира         | 3    |      |